# Edwards (Kolorado)
Edwards – jednostka osadnicza w Stanach Zjednoczonych, w stanie Kolorado, w hrabstwie Eagle.